# De wonderlijke uitvinding van Professor Hyx
De wonderlijke uitvinding van professor Hyx is een stripalbum dat geschreven en getekend is door Paul Cuvelier. Het werd uitgegeven bij Le Lombard in 1983.